# Церква святого Димитрія Ростовського (Байкове кладовище)
Це́рква Св.Димитрія Ростовського — православний храм у Києві на території Байкового кладовища, збудований протягом 1839–1841 років та розібраний у 1897 році.
Дерев'яну Дмитрівську церкву на новоутвореному Байковому кладовищі було закладено 1839 року, а освячено 24 серпня 1841 року. Спершу ця церква була кладовищенською.
Однак в останні десятиріччя існування ця церква була парафіяльною для мешканців Деміївки та Забайків'я. Наприкінці 1880-х років на кладовищі збудували муровану Вознесенську церкву, тому 1897 року стару Дмитрівську церкву було розібрано. З її матеріалів було споруджено існуючу і донині Макаріївську церкву на Татарці.
Натомість на Байковому кладовищі 1909 року було збудовано головний вхід, що одночасно є церквою Св. Димитрія.